# Nummersändare
Nummersändare är kortvågsändare av okänt ursprung.  De sänder vanligtvis syntetiskt genererade röster som läser upp sekvenser av nummer, ord, bokstäver (ibland bokstaverade), sånger eller i morsealfabetet. De förekommer i många olika språk och rösterna är vanligtvis kvinnliga, även om mäns och barns röster förekommer.
Det finns stöd för det gängse hypotesen att sändningarna används för att skicka krypterade meddelanden till spioner. Detta har dock aldrig bekräftats av någon regering, men 2001 ställde USA gruppen Cuban Five inför rätta för att ha spionerat åt Kuba. Gruppen hade mottagit och dechiffrerat meddelanden som hade skickats från en kubansk nummersändare.
Samma år arresterades Ana Belen Montes, en högt placerad analytiker i USA:s Defense Intelligence Agency, och anklagades för spioneri. De federala åklagarna hävdade att "Montes kommunicerade med den kubanska underrättelsetjänsten genom krypterade meddelanden och tog emot sina instruktioner genom krypterade kortvågssändningar från Kuba." 2006 arresterades Carlos Alvarez och hans fru Elsa Alvarez och anklagades för spioneri. I juni 2009 anklagades Walter Kendall Myers för att ha spionerat åt Kuba och mottagit och dechiffrerat meddelanden från en nummersändare som drivs av Kubanska underrättelsetjänsten.
Det har rapporterats att USA använder nummersändare för att kommunicera krypterad information till personer i andra länder.
Nummersändare kommer och går med tiden. Många följer regelbundna scheman, och deras aktivitet har ökat någon sedan det tidiga 1990-talet. Denna ökning tyder på att sändningarna, som spion-relaterade fenomen, inte var unika för kalla kriget.

## Misstänkta källor och användning
Enligt Conet-projektets anteckningar har nummersändare varit kända sedan första världskriget. Om detta stämmer, skulle det göra nummersändare en av de tidigaste typerna av radiosändningar.
Det har länge spekulerats, och hävdats i åtminstone ett rättsfall, att dessa sändare fungerar som en enkel och säker metod för underrättelsetjänster att kommunicera med spioner som arbetar i främmande land. Enligt denna hypotes skickas meddelanden med ett engångskrypto för att undvika dechiffrering av fienden. Ett bevis som stöder hypotesen är att nummersändare har ändrat detaljer i sina sändningar eller gjort särskilda sändningar utanför ordinarie sändningstider samtidigt med ovanliga politiska händelser, som till exempel 1991 års kuppförsök i  Sovjetunionen.
Nummersändare har även erkänts som spionerirelaterade i Robert Wallaces och Keith Meltons bok Spycraft:
| ” | Envägslänken beskrev ett dolt kommunikationssystem som sände meddelanden till en agents omodifierade kortvågsradio i högfrekvensbanden mellan 3 och 30 MHz på förutbestämda tider, datum, och frekvenser enligt en kommunikationsplan. Sändningarna bestod till del av en serie upprepade till synes slumpmässiga nummerserier, som endast kunde dechiffreras med agentens blockkrypto. Om korrekta spionageprocedurer följdes precist, betraktades en [nummersändning] som oknäckbar. [...] Så länge som agentens täckhistoria kunde motivera innehavet av en kortvågsradio och denne inte var under teknisk övervakning, var OVWL CIA:s rekommenderade system under kalla kriget. | „ |

Andra spekulerar att några av nummersändarna har ett samband med olaglig narkotikahandel och -smuggling. Till skillnad från regeringars sändare, skulle smugglarnas sändare ha lägre effekt och användas oregelbundet för att undvika positionsbestämmelse med hjälp av triangulering följt av polisräder. Dock har nummersändare sänt utan begränsningar i flera årtionden, vilket leder till den allmänna betraktelsen att de drivs eller sponsras endast av regeringar. Dessutom kräver nummersändare i de internationella kortvågsfrekvenserna stora effekter i sändarutrustningen, någon som inte är möjligt för bondgårdar i isolerade narkotikaodlande regioner.
Högfrekventa radiosignaler som sänds med relativt låg effekt kan färdas runt jorden under ideala förhållanden, som påverkas av brus, väder, årstider, och solfläckar, och mottas med en mottagarantenn av lämplig storlek. Spioner har dock ofta bara tillgång till kortvågsmottagare i fickstorlek. Bara mycket stora sändare, kanske upp till 500 kW kan garantera att meddelandena når fram till nästan vilken källarboende spion som helst, på nästan vilken plats på jorden som helst, på nästan vilken tid som helst. Några regeringar kanske inte behöver nummersändare med global täckning om de bara har spioner i närbelägna länder.
Även om ingen regering någonsin har erkänt nummersändningar, citerade en artikel i  tidningen The Daily Telegraph 1998 en talesman för Department of Trade and Industry (det regeringsdepartment som, vid den tiden, reglerade radiosändningar i Storbritannien): "Dessa [nummersändare] är vad ni förmodar att de är. Folk borde inte bekymra sig om dem. Det är inte för, låt oss säga, allmän konsumtion."
I några sändningar kan man höra toner i bakgrunden. Det har föreslagits att i sådana fall används rösten som hjälpmedel för att hitta rätt frekvens, medan det kodade meddelandet sänds genom att modulera tonerna, kanske med tekniker som stötsändning (burst transmission).
Användandet av nummersändare som en spionerimetod beskrivs i boken Spycraft (p. 37):
| ” | Det enda föremål Penkovskij använde som egentligen skulle kunna kallas avancerad utrustning var hans mottagning av meddelanden genom en envägs röstlänk. Dessa chiffrerade meddelanden, kända som OWVL, sändes i kortvågsfrekvenser på förutbestämda tider från en CIA-sändare i Västeuropa. Penkovsky lyssnade på meddelanden med en Panasonic-radio — nummerserier som lästes upp av en neutral röst — och sedan avkodade dem med ett engångskrypto. | „ |